# Ферхатович, Асим
А́сим Ферха́тович (сербохорв. Asim Ferhatović / Асим Ферхатовић; 24 января 1933, Сараево, Королевство Югославия — 25 января 1987, Сараево, СФРЮ) — югославский футболист, выступавший большую часть карьеры на позиции нападающего за «Сараево». Один из самых популярных сараевских футболистов всех времён.

## Биография

### Клубная карьера
Асим Ферхатович с детства болел за «Сараево», и в 1949 году начал играть за молодёжную команду. Провёл в её составе за два года 70 матчей и забил 52 мяча. Дебютировал в первой команде в 1952 году, с 1953 по 1955 год служил в армии, только после возвращения со службы Ферхатович стал основным игроком «Сараева».
Успешным для Ферхатовича и его клуба стал сезон 1963/64, когда команда заняла 4-е место, а Асим Ферхатович стал лучшим бомбардиром чемпионата. Весной, ещё до окончания сезона Ферхатович заключил контракт с «Фенербахче» и уехал в Турцию, но ненадолго вернулся в «Сараево», чтобы помочь родной команде в важной игре чемпионата с «Железничаром». На «Грбавице» гости победили со счётом 3:2, победный гол забил Ферхатович.
Проведя за «Фенербахче» всего 9 матчей, Асим Ферхатович вернулся в родную команду, самостоятельно оплатив турецкому клубу все расходы. Следующий сезон ознаменовался для «Сараева» серебряными медалями чемпионата. Ферхатович завершил карьеру в 1967 году, в первом чемпионском сезоне он сыграл за «Сараево» всего 8 матчей, поскольку долго залечивал очередную травму. В день его ухода из футбола одна из сараевских газет вышла с заголовком «Jedan je Hase» («Есть только один Хасе») во всю первую полосу.

### Карьера в сборной
Ферхатович сыграл по три матча за молодёжную и вторую сборные Югославии. За первую сборную провёл всего один матч, 8 октября 1961 года в Белграде на стадионе ЮНА югославы встречались со сборной Южной Кореи и победили со счётом 5:1.

### Смерть
Асим Ферхатович умер 25 января 1987 года в Сараеве. Олимпийский стадион, на котором играет футбольный клуб «Сараево», с 2004 года носит имя Асима Ферхатовича.
Песня группы Zabranjeno pušenje «Nedelja kada je otišao Hase» («Воскресенье, в которое ушёл Хасе»), выпущенная на альбоме Dok čekaš sabah sa šejtanom в 1985 году, хотя и содержит отсылки к прощальному матчу Асима Ферхатовича и его прозвище в названии, на самом деле посвящена не ему, а Тито, который скончался в воскресенье, 4 мая 1980 года.

## Достижения
- Серебряный призёр чемпионата Югославии: 1964/65
- Лучший бомбардир чемпионата Югославии: 1963/64